# El susto que Pérez se llevó
El susto que Pérez se llevó es una película de Argentina en blanco y negro dirigida por el director estadounidense Richard Harlan según su propio guion escrito en colaboración con Don Napy y Julio Saraceni que se estrenó el 4 de diciembre de 1940 y que tuvo como protagonistas a Augusto Codecá, Fanny Navarro, Carlos Perelli y Juan José Piñeiro.

## Sinopsis
Las desventuras y contratiempos de un sastre.

## Reparto
- Bernabé Ferreyra
- Ángel Boffa
- Héctor Calcaño
- Max Citelli
- Augusto Codecá
- María Esther Duckse
- Álvaro Escobar
- Antonio Gianelli
- María Goicoechea
- Mario Mario
- Iris Martorell
- Adolfo Meyer
- Percival Murray
- Héctor Méndez
- Fanny Navarro
- Carlos Perelli
- Juan José Piñeiro
- María Esther Podestá
- Pedro Prevosti
- Salvador Sinaí
- Adolfo Stray

## Comentarios
El crítico Roland comentó en Crítica sobre el filme:

”Richard Harlan…ha pretendido con elementos cómicos de factura corriente lograr una película de contenido social. Como se ha quedado a mitad de camino….tiene algunos chispazos de orientación talentosa, imitación del cine mudo o de influencia chaplinesca, que Augusto Codecá trata, en su permanente esfuerzo, por no sentir la tremenda responsabilidad del primer plano.”

Calki en El Mundo observa que “hay un despliegue extraordinario de actores, decorados y elementos materiales” en tanto Manrupe y Portela opinan:

”Curiosidad muy poco revisada y que muestra un intento temático diferente. Un clásico de Codecá entre el humor y el mensaje. La rebelión encabezada por un falso apóstol y en la que invita a los trabajadores a renunciar a sus empleos, es una secuencia que por su audacia y resolución entre el surrealismo y el absurdo, merece figurar en la historia del cine argentino”